# Humboldtovska univerza
Humboldtovska univerza je ime za univerzitetni princip, ki združuje raziskovanje in poučevanje (nemško Forschung und Lehre). 

## Wilhelm von Humboldt in njegov izobraževalni ideal
Wilhelm von Humboldt (1767–1835) je zaslužen za uvedbo novega sistema izobraževanja v Prusiji. Na prvo mesto je postavil zahtevo, naj pri izbiri za univerzitetnega profesorja odloča njegovo znanstveno delo in šele v drugi vrsti njegovo pedagoško delo. Profesorjeva odlika naj ne bo enciklopedičnost, ampak sposobnost samostojnega znanstvenega dela. Univerza mora biti svobodna in avtonomna (samoupravna) tako pri pouku kot pri raziskovanju. Določeno stoponjo avtonomije naj bi ohranili tudi sestavni deli univerze.
Humboldtovska univerza je poleg tradicionalnih disciplin (pravo, filozofija, zgodovina, teologija in medicina) vključevala tudi nove naravoslovne znanstvene discipline. Wilhelm von Humboldt je ideal splošne izobrazbe naslonil na meščanstvo. Njegov princip enotnosti raziskovanja in poučevanja na univerzah predpostavlja, da je univerza raziskovalna inštitucija, na kateri znanstveniki izkoriščajo predavanja študentom za razširjanje svojih lastnih spoznanj. 

### Zgodovinski pregled
Humboldtov izobraževalni ideal temelji na dveh osrednjih razsvetljenskih pojmih: na avtonomnem posamezniku in svetovljanstvu, ki naj ju vzgaja univerza. Avtonomen je tisti posameznik, ki sam sprejema odločitve in prevzema odgovornost zanje, svetovljanstvo je kolektivna vez, ki povezuje avtonomne posameznike ne glede na njihovo družbeno in kulturno pripadnost. Svetovljane zanimajo vprašanja celega človeštva: zavzemanje za mir, pravičnost, izmenjavo kultur, odnos do narave. 
Akademska svoboda pomeni zunanjo (neodvisnost od državnih in ekonomskih omejitev) in notranjo (svobodna izbira in organizacija študija) neodvisnost univerze. Univerza naj bo zato kraj stalne javne izmenjave med vsemi udeleženci znanstvenega procesa. Integracija njihovega znanja naj bi prišla v izvedbo s pomočjo filozofije. To bi morala biti neke vrste osnovna znanost, ki članom različnih znanstvenih disciplin dovoljuje, da izmenjujejo svoja spoznanja in jih povezujejo med seboj. Humboldtov izobraževalni ideal je dolgo časa določal nemško univerzo, čeprav v praksi nikoli ni bil v celoti realiziran ali izvedljiv. Z njim pa so povezali velike intelektualne dosežke nemške znanosti (od takrat so znani Georg Wilhelm Friedrich Hegel, Karl Marx, Friedrich Wilhelm Nietzsche, Sigmund Freud, Theodor W. Adorno in Albert Einstein).

### Trenutno stanje in razvoj
V času Humboldta so najpomembnejše univerze izvajale državno organizirano akademsko raziskovanje, na področju terciarnega izobraževanja pa so tudi nove oblike visokih šol dobile znanstveno naročilo za raziskovanje. Zahteve Humboldtovega izobraževalnega ideala so bile tako ustrezne in so se prenesle na vse visoke šole. Kritiki vidijo v sedanjih reformah (npr. bolonjski proces) odklon od Humboldtovega ideala k poklicni usmerjenosti študentov, povezani z gospodarskimi interesi. Obstaja strah, da bo bolonjski proces omejil svobodo izobraževanja in raziskovanja. Bolonjska deklaracija v nasprotju s temi strahovi podpira evropsko univerzitetno tradicijo. Njeni cilji so osebnostni razvoj in priprava diplomantov na aktivno državljanstvo, večanje znanja, spodbujanje znanstvenega raziskovanja in povečanje zaposljivosti, kar vse je mogoče doseči le na podlagi akademske svobode in avtonomije.

### Ideal akademske svobode in Slovenci
Slovensko visokošolsko izobraževanje je bilo pritiskom s strani države prvič izpostavljeno v tridesetih letih 20. stoletja (protagonist upora je bil srednješolski profesor s šentviške škofijske gimnazije Jakob Šolar), drugič v šestdesetih letih (odpor Filozofske fakultete z akademikom Bogom Grafenauerjem na čelu) in tretjič s poskusom uveljavitve usmerjenega izobraževanja leta 1981, ki sta ga ustavili dve zborovanji v Cankarjevem domu leta 1983.

## Alexander von Humboldt in njegova znanost
Alexander von Humboldt (1769–1859), brat Wilhelma von Humboldta, je poznan poznan po svojem empiričnem znanstvenem delu. Humboldtova znanost je sinonim za znanstveni napredek v 19. stoletju.  Ta je temeljil na natančnih meritvah. Svoj znanstveni koncept je Alexander von Humboldt imenoval zemeljska fizika. Susan Cannon definira izraz Humboldtova znanost kot »natančno merjeno obsežno študijo med seboj povezanih pojavov z namenom najti določen zakon in dinamične vzroke«. Po Malcolmu Nicholsonu je označila izraz kot »sintetičen, empiričen, kvantitativen«. Osrednji element Humboldtove znanosti je bila raba najnovejših dosežkov na področju znanstvenih instrumentov za opazovanje in merjenje fizikalnih spremenljivk. Humboldtova znanost se je vrtela okrog razumevanja odnosa med natančnim merjenjem, viri napak in matematičnimi zakoni. 

### Humboldtova zemeljska fizika
Alexander von Humboldt je bil zavezan temu, kar sam imenuje zemeljska fizika. Njen cilj je raziskati vpliv in prepletanje vseh fizičnih sil. Za Humboldtov znanstveni pristop je bil potreben nov tip znanstvenika (prehod od prirodoslovca do fizika). Opisal je, kako se ideja o zemeljski fiziki razlikuje od tradicionalnega prirodnega okolja, ko je izjavil, da so bili potujoči naravoslovci zapostavljeni pri spremljanju velikih in stalnih zakonov narave, ki se kažejo v hitrem toku pojavov, in pri sledenju recipročne interakcije razdeljenih fizičnih sil. Humboldt sebe ni označil za raziskovalca, ampak za znanstvenega popotnika, ki je natančno izmeril tisto, o čemer so raziskovalci napačno poročali. 

### Humboldtovsko ravnotežje
Koncept, ki je osrednjega pomena za Humboldtovo znanost, je splošno ravnotežje sil. Alexander von Humboldt pravi, da splošno ravnotežje sil izvira iz neskončnega števila mehanskih sil in kemijskih zanimivosti, ki se med seboj izravnavajo. Njegovo potovanje v Ameriko je privedlo do mnogih odkritij in razvojev, ki pomagajo ilustrirati idejo o ravnotežju sil. Izdelal je fizični profil Andov, katerega cilj je prikazati njegovo potovanje v Ameriko na enotnem grafu.
Humboldtova študija rastlin je primer gibanja njegove znanosti stran od tradicionalnih znanosti. Njegova botanika dodatno ponazarja koncept ravnotežja in ideje o medsebojni interakciji elementov narave. Čeprav je bil zaskrbljen glede fizičnih lastnosti rastlin, je bil v veliki meri osredotočen na preiskave o osnovnih povezavah in odnosih med rastlinskimi organizmi. Več let je delal na razvoju razumevanja razširjenosti rastlin, iz česar je nastala je študija združb in fitogeografije.

### Vpliv Humboldtove znanosti
Alexandru von Humboldtu je uspelo razviti celovit koncept, ki je združil ločene veje prirodne filozofije po vzoru naravnega reda, ki temelji na konceptu dinamičnega ravnovesja. Pri tem so sodelovali ljudje s celega sveta (Britanska vzhodnoindijska družba, ruski deželni upravitelji, španski vojaški poveljniki in nemški diplomati). Charles Darwin je na ladjo Beagle vzel Humboldtovo delo Personal Narrative. Humboldtovi projekti (zlasti tisti, povezani s prirodno filozofijo) so igrali pomembno vlogo pri pritoku evropskega denarja in potnikov v Latinsko Ameriko v začetku 19. stoletja. Edwin Sabine, britanski znanstvenik, je delal na zemeljskem magnetizmu, George Gabriel Stokes, prav tako britanski znanstvenik, se je zanašal na abstraktna matematična merjenja, da je odpravil napako pri preciznem instrumentu. Morda najbolj vidna figura humboldtovske znanosti je bil geolog Charles Lyell, ki je vztrajal pri natančnosti v geologiji.
Spodbujanje in razvoj zemeljske fizike pod humboldtovsko znanostjo je proizvedlo ne samo zemljevide in statistike, ampak je evropejskim in kreolskim znanstvenikom omogočilo orodje za spreminjanje predstave o Ameriki. Trajen vpliv humboldtovske znanosti je opisan v Cultures of Natural History. Humboldtovska znanost razsvetljuje reorganizacijo znanja in discipline v začetku 19. stoletja, ki je opredelila pojav prirodnega okolja prirodne filozofije.